# Rio Dudiţa
O Rio Dudiţa é um rio da Romênia, afluente do Serăstrău, localizado no distrito de Arad.